# Karum

Anatólia central durante o período karum

Karum (acádio: kārum "cais, porto, distrito comercial", plural kārū, do sumério kar "fortificação (de um porto), quebra-mar") é o nome dado aos antigos postos comerciais do período assírio antigo 
na Anatólia (moderna Turquia) dos séculos XX a XVIII a.C. O principal centro de comércio de karum ficava na antiga cidade de Canés.

## Assentamentos assírios

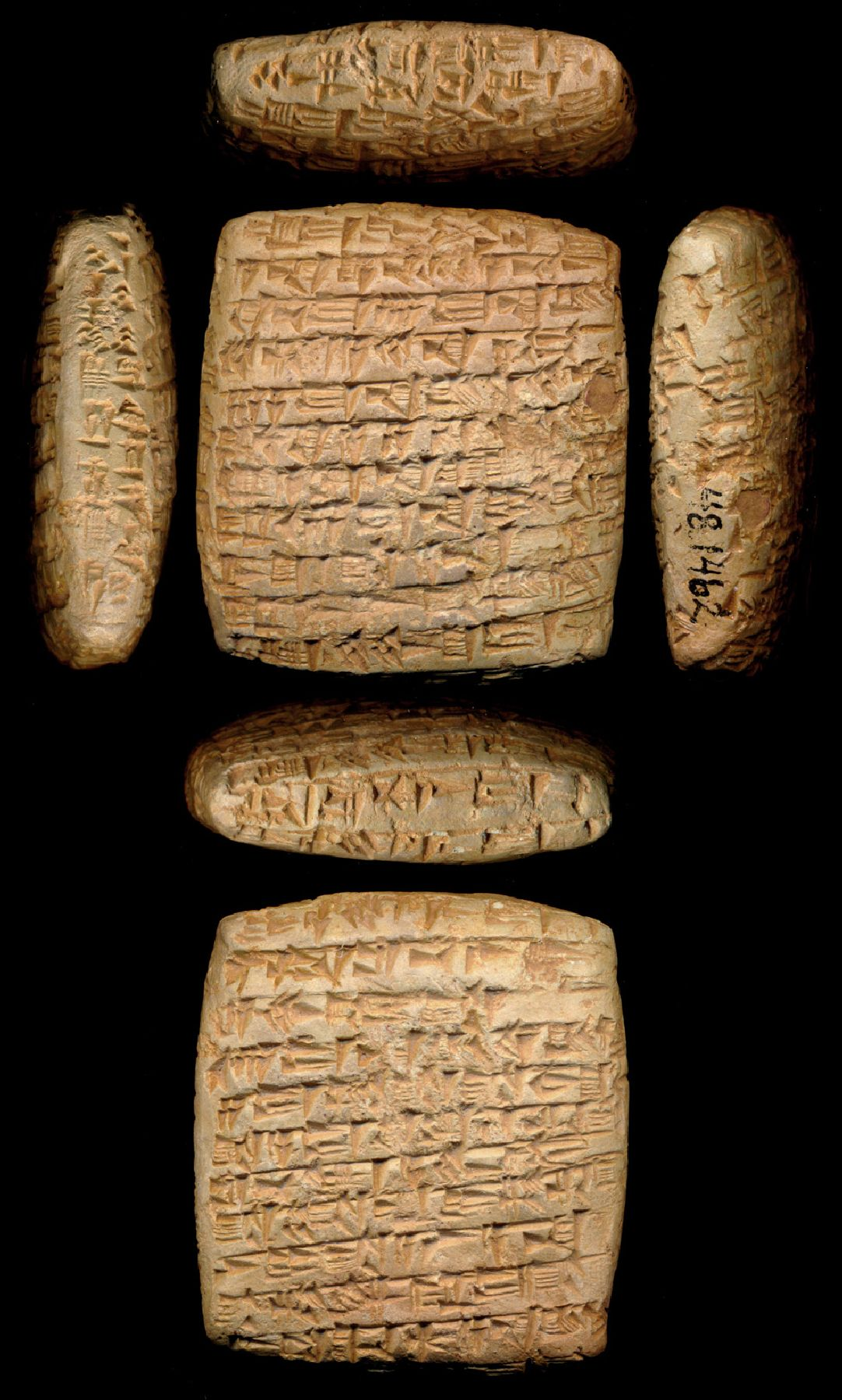
Carta da Assíria a karum Canés sobre o comércio de metais preciosos. 1850-1700 a.C. Museu de Arte Walters

As primeiras referências a um karum vêm das tabuinhas de Ebla na Síria; em particular, um vizir conhecido como Ebrium concluiu o primeiro tratado totalmente conhecido pela arqueologia, conhecido também como o "Tratado entre Ebla e Assur" ou o "Tratado com Abarsal" (os estudiosos têm contestado se o texto se refere a Assur ou a Abarsal, um local desconhecido). Em ambos os casos, a outra cidade contratou para estabelecer karum no território eblaíta, entre outras coisas.
Sargão da Acádia, que provavelmente destruiu Ebla logo depois, é dito em um relato hitita muito posterior que invadiu a Anatólia para punir Nurdagal, o rei de Burusanda, por maltratar a classe mercante acádia e assíria no karu lá. No entanto, nenhuma fonte contemporânea menciona que esse seja o caso.
Durante o II milênio a.C., a Anatólia estava sob a soberania das cidades-estados de Hati e mais tarde dos hititas. Em 1 960 a.C., os mercadores assírios estabeleceram o karu, pequenos assentamentos coloniais próximos às cidades da Anatólia, que pagavam impostos aos governantes das cidades. Havia também estações comerciais menores que eram chamadas de mabartū (singular mabartum). O número de karu e mabartu era provavelmente em torno de 20. Entre eles estavam Cultepe (Canés na antiguidade) na moderna província de Caiseri; Alişar Hüyük (Ankuva (?) na antiguidade) na moderna província de Yozgat; e Boğazkale (Hatusa na antiguidade) na moderna província de Çorum. (No entanto, Alişar Hüyük foi provavelmente um mabartum.) No entanto, após a estabelecimento do Império Hitita, karu desapareceram da história da Anatólia.

## Comércio

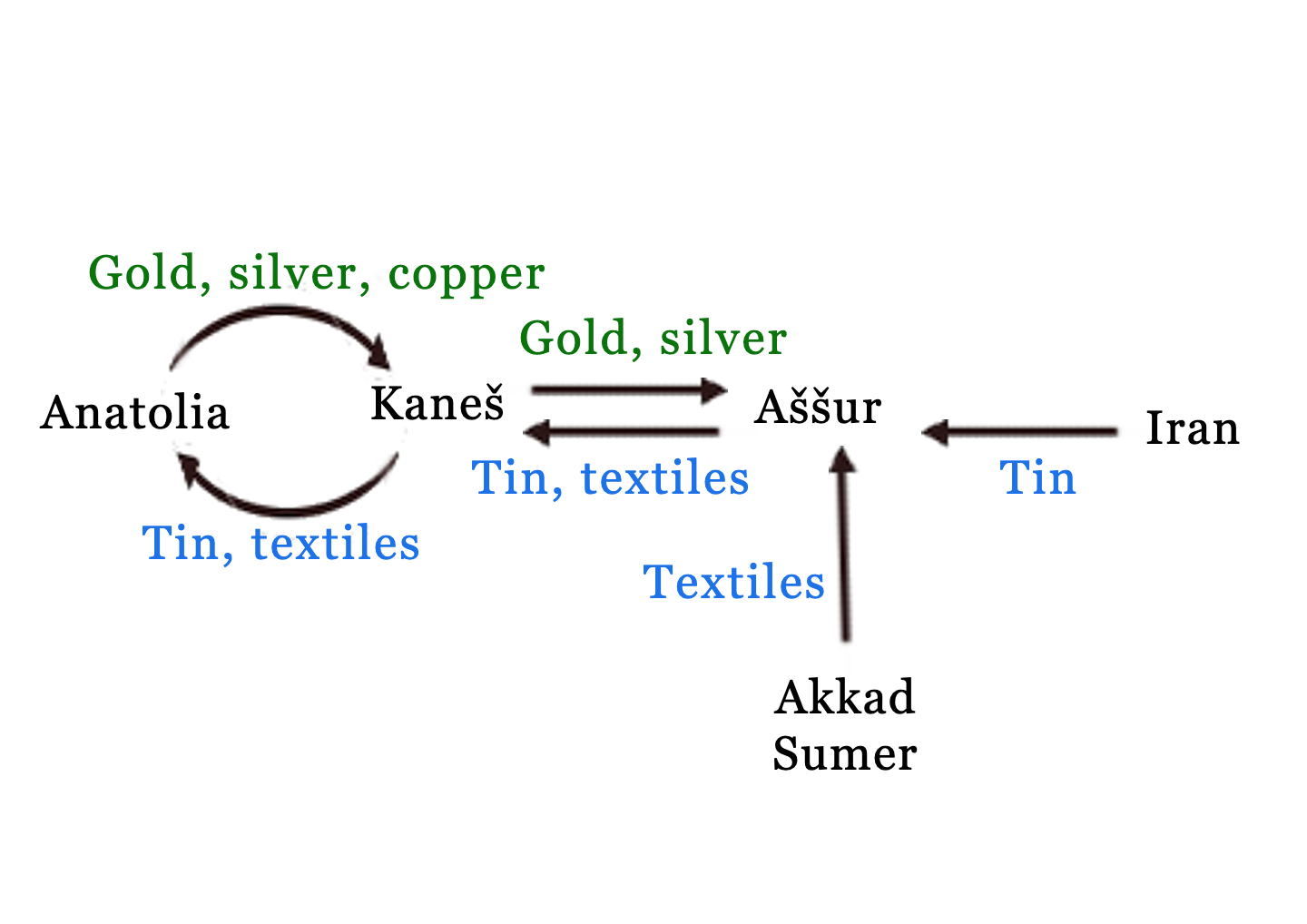
Padrões de comércio de karu

No II milênio a.C., o dinheiro ainda não havia sido inventado, e os mercadores assírios usavam ouro para comércio atacadista e prata para comércio varejista. O ouro era considerado oito vezes mais valioso que a prata. No entanto, outro metal, amutum, era ainda mais valioso que o ouro. Acredita-se que seja o ferro recém-descoberto e era quarenta vezes mais valioso que a prata.
A exportação mais importante da Anatólia era o cobre, e os mercadores assírios vendiam estanho e roupas para a Anatólia.

## Legado
O nome Karum é dado a um shopping de luxo no distrito de Çankaya da moderna Ancara, Turquia. É uma referência à presença de karu na Ásia Menor desde os primeiros dias da história. Outro shopping no distrito de Bilkent, em Ancara, recebe o nome de Ankuva. Isso também é uma referência a descobertas arqueológicas de vários karu na Anatólia Central.